# 1,6-Bis(fosfat) de fructosa
L'1,6-bis(fosfat) de fructosa (també coneguda com a èster de Harden-Young) és una molècula de fructosa fosforilada als carbonis 1 i 6 (és a dir, és un fructosafosfat). La forma β- D d'aquest compost és comuna a les cèl·lules. En entrar a la cèl·lula, la major part de la glucosa i la fructosa es converteixen en fructosa 1,6-bisfosfat.